# Métro léger de Bursa
Le métro léger de Bursa ou Bursaray est un système de métro léger desservant la ville de Bursa (en Turquie) et une partie de son agglomération. Un premier tronçon de 17,5 km et 17 stations a été inauguré le 24 avril 2002. En 2014, le réseau compte deux lignes avec au total 39 km et 38 stations dont 7 souterraines.

## Exploitation

### Matériel roulant
Le parc de matériel roulant Bursaray comprend 48 rames du type B-80 construites par Siemens. Le 29 août 2008, Bombardier annonce avoir gagné un appel d'offres pour la livraison de 30 rames du type Flexity Swift (avec une option sur 28 voitures supplémentaires), basées sur la version conçue pour le métro de Francfort. Assemblées en Allemagne, elles sont livrées à partir de fin 2010 ; le coût total de cette commande est estimé à 94 millions d'euros.

## Lignes
Le métro dispose de deux lignes.

## Projets de développement
Une extension de 6,7 kilomètres est en cours de réalisation. Ce projet d'un coût d'environ 150 millions d'euros, qui comprend également l'achat de nouvelles rames, est en partie financé par la Banque européenne d'investissement. À terme, le réseau devrait atteindre une longueur de 50 kilomètres[réf. nécessaire].